# Smrekovica (Wielka Fatra)
Smrekovica (1530 m) – jeden z najwyższych szczytów w grupie górskiej Wielkiej Fatry w Karpatach Zachodnich na Słowacji.

## Położenie
Smrekovica leży we wschodniej części grupy górskiej. Należy do wschodniej, „liptowskiej” gałęzi Wielkiej Fatry i po szczycie Rakytova jest drugim co do wysokości wierzchołkiem tego pasma. Smrekovica nie leży w głównym grzbiecie tej gałęzi: jej rozległy masyw odgałęzia się na wschód od wierzchołka Skalnej Alpy i opada wprost ku dolinie Revúcy. Rozdziela doliny: Vyšné Matejkovo na północy i Skalné na południu.

## Geomorfologia i przyroda
Smrekovica zbudowana jest z granitów należących do tzw. krystalicznego jądra, budującego podłoże całych Centralnych Karpat Zachodnich. Cały masyw pokrywają rozległe kompleksy leśne, które tworzą buczyny i świerczyny rosnące na kwaśnych glebach, w części o charakterze pierwotnym. Występuje w nich m.in. głuszec i rzadki dzięcioł trójpalczasty.
Przez Smrekovicę biegnie granica Parku Narodowego Wielka Fatra; należą do niego zbocza południowo-zachodnie, zbocza północno-wschodnie natomiast znajdują się w otulinie tego parku. Dużą część szczytowych partii oraz obydwu zboczy objęto dodatkową ochroną jako rezerwat przyrody Smrekovica.
Zboczami Smrekovicy prowadzą dwa znakowane szlaki turystyczne, obydwa omijają jej wierzchołek.

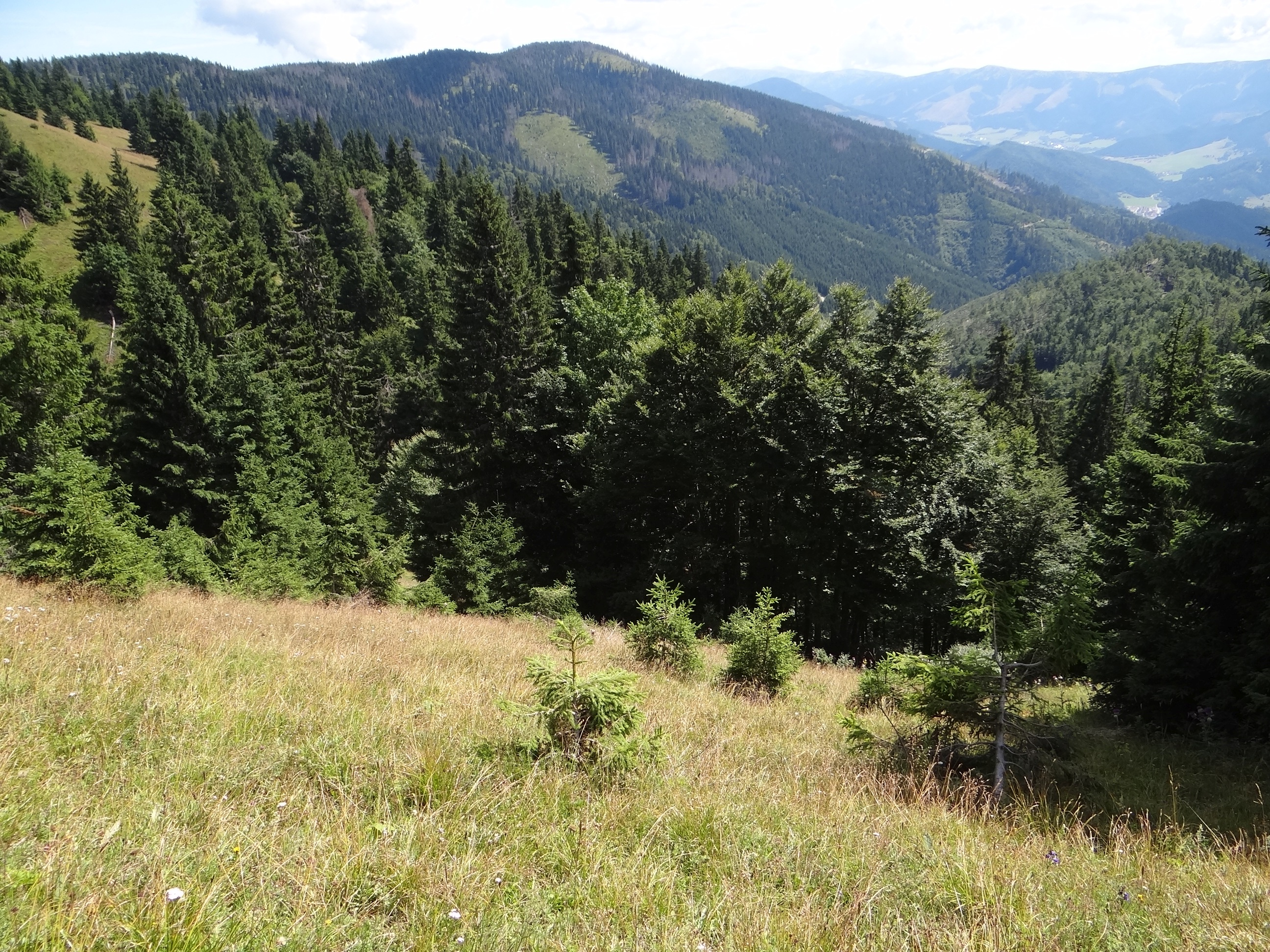
Widok na Smrekovicę z grzbietu Skalnej Alpy
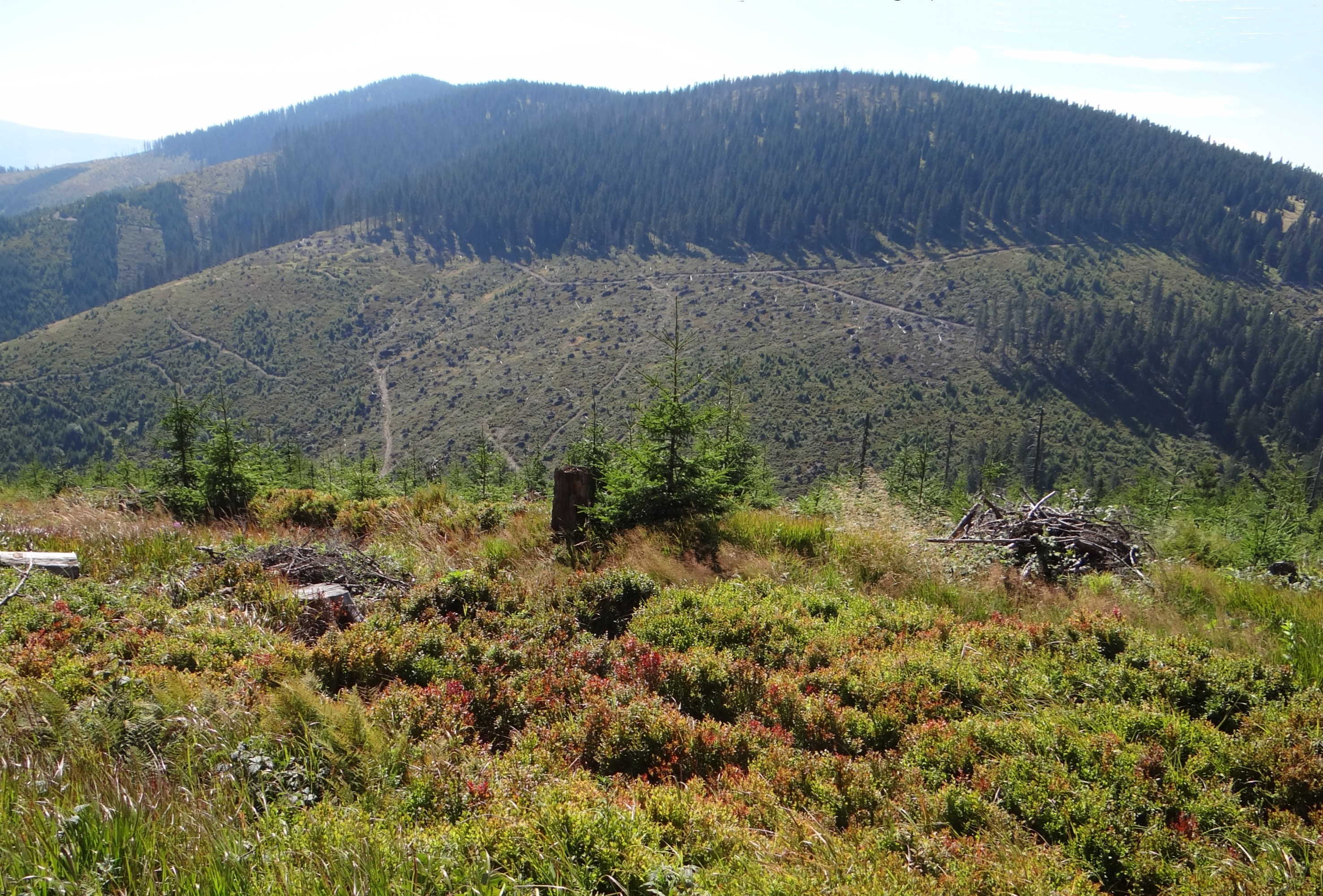
Smrekovica, widok z hali pod Małą Smrekovicą
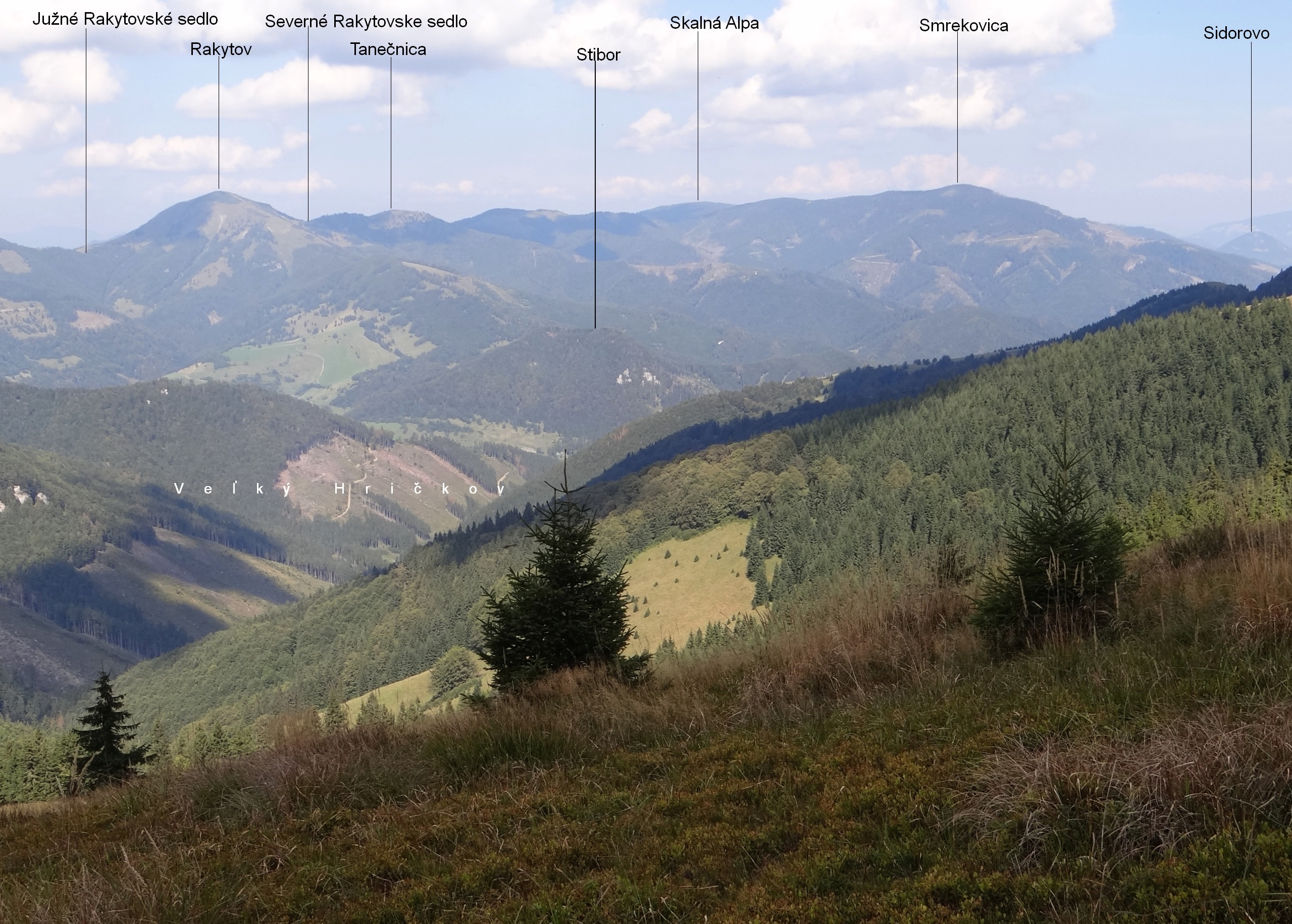
Widok ze szczytu Rakytov